# Cormorant Channel Marine Provincial Park
Der Cormorant Channel Marine Provincial Park ist ein 775 Hektar (ha) großer Provincial Park in der kanadischen Provinz British Columbia. Der Park liegt auf Inseln zwischen dem nordwestlich gelegenem Cormorant Island und dem südöstlich gelegenem Hanson Island, sowie der sie umgebenden Wasserflächen, im Regional District of Mount Waddington.

## Anlage
Der Park liegt am Übergang zwischen der westlich gelegenen Broughton-Straße und der östlich gelegenen Johnstone-Straße sowie der nördlich gelegenen Königin-Charlotte-Straße. Nördlich bzw. östlich liegen die Inseln des Broughton-Archipel und südlich liegt Vancouver Island. Das Parkgebiet umfasst im Wesentlichen die Landflächen von Inseln der Pearse Islands und der Plumper Islands, sowie umgebende Wasser- und Litoralflächen (245 ha Landfläche und 530 ha Wasser- und Litoralfläche). Bei dem Park handelt es sich nicht um eine zusammenhängende Fläche, sondern er setzt sich aus drei einzelnen Gebieten zusammen. Einer der Abschnitte liegt nordöstlich der  Weynton Passage um die Plumper Islands und zwei Abschnitte liegen südwestlich der Passage zum einen um die Pearse Islands sowie zum anderen um eine Gruppe sehr kleiner Inseln. Der Tidenhub der umliegenden Messstationen beträgt im Regelfall zwischen 1 und 4 Meter.
Bei dem Park handelt es sich um ein Schutzgebiet der Kategorie II (Nationalpark).

## Geschichte
Wie bei fast allen Provincial Parks in British Columbia gilt auch für diesen, dass er lange bevor die Gegend von europäischen Einwanderern „entdeckt“, besiedelt oder sie Teil eines Parks wurde, Jagd- und Fischereigebiet verschiedener Gruppen der Küsten-Salish, hier besonders der Namgis, war. Auf einem Teil der Inseln der Inselgruppe befinden sich auch Reservate von ihnen, weshalb unter anderem nicht alle Inseln der Gruppe zum Park gehören.
Der Park wurde am 16. September 1992 eingerichtet und im Jahr 2004 wurde der Status des Parks sowie seine Grenzen zuletzt neu festgelegt.

## Flora und Fauna
Das Ökosystem von British Columbia wird mit dem Biogeoclimatic Ecological Classification (BEC) Zoning System in verschiedene biogeoklimatischen Zonen eingeteilt. Biogeoklimatische Zonen zeichnen sich durch ein grundsätzlich identisches oder sehr ähnliches Klima sowie gleiche oder sehr ähnliche biologische und geologische Voraussetzungen aus. Daraus resultiert in den jeweiligen Zonen dann auch ein sehr ähnlicher Bestand an Pflanzen und Tieren. Innerhalb dieser Systematik wird das Parkgebiet der Boreal White and Black Spruce Zone zugeordnet.
Der Park dient dem Schutz ökologisch bedeutsame und einzigartige Ansammlungen benthischer und pelagischer Wirbelloser. Es schützt mehrere seltene Arten, darunter die Nördliche Abalone, Fadenschnecken und Hydrozoen. Zu den im Park vorkommenden Meeressäugerarten, welche repräsentativ sind für die Meerengen Queen-Charlotte-Straße und Johnstone-Straße, gehören Fischotter, Seeotter, Seehunde, Stellerscher Seelöwen, Schwertwale (resident und transient), Buckelwale, Grauwale, Pazifische Weißseitendelfine, Dall-Schweinswale und Gewöhnliche Schweinswale. Außerdem kommen hier auch Pazifischer Heilbutt sowie verschiedene Lachsarten wie Rotlachs, Buckellachs oder Ketalachs vor. Der Park bietet Nisthabitat und ist ein Migrationsstopp sowie Rastplatz für Seevögel, darunter das Odinshühnchen, der Marmelalk und weitere Alkenvögel. 

## Aktivitäten
Der Park ist ein sogenannter „Marine Park“ und daher an Ausstattung sowie Infrastruktur an Nutzer ausgerichtet die mit dem Boot anreisen. An zwei Standorten im Park ist Wildnis-Camping erlaubt. Für viele Nutzer ist Telegraph Cove der Ausgangspunkt für ihre Besuche.